# A.S.D. Kalè Polis
L'A.S.D. Kalè Polis Gallipoli, meglio nota come Kalè Polis, è una società calcistica italiana con sede nella città di Gallipoli, in provincia di Lecce. Milita in Seconda Categoria, l'ottava divisione del campionato italiano.